# Рецесія, спричинена пандемією COVID-19
Рецесія, спричинена пандемією COVID-19, яку також називають Великим локдауном — це глобальна економічна рецесія, спричинена пандемією коронавірусної хвороби. Рецесія почалася в більшості країн у лютому 2020 року.
Після року економічного спаду в цілому світі, який супроводжувався стагнацією економіки та споживчої активності, локдауном внаслідок COVID-19, та іншими запобіжними заходами, які запроваджувалися на початку 2020 року, світова економіка увійшла у кризу. За 7 місяців всі розвинені економіки світу увійшли до стану рецесії.
Першою серйозною ознакою рецесії став крах фондового ринку 2020 року, коли основні фінансові індекси наприкінці лютого та в березні впали на 20–30 %. Відновлення почалося на початку квітня 2020 року; до квітня 2022 року ВВП більшості великих економік або повернулися до допандемічного рівня, або перевищили його, а багато ринкових індексів відновилися або навіть до кінця 2020 року встановили нові рекорди.
Під час рецесії в багатьох країнах надзвичайно високо та швидко зріс рівень безробіття. До жовтня 2020 року в США було подано понад 10 мільйонів заявок на отримання допомоги з безробіття, що перевантажило комп'ютерні системи та бази даних заявок на фінансоване державою страхування від безробіття. Організація Об'єднаних Націй у квітні 2020 року передбачила, що глобальне безробіття у другому кварталі 2020 року спричинить зникнення 6,7 % робочих годин у всьому світі, що еквівалентно 195 мільйонам штатних працівників. Очікувалося, що в деяких країнах рівень безробіття становитиме близько 10 %, а в найбільш постраждалих від пандемії країнах рівень безробіття буде ще вищим. Країни, що розвиваються, також постраждали від падіння кількості грошових переказів, і появи голоду, пов'язаного з пандемією COVID-19.
Рецесія та супутня нафтова війна 2020 року між Росією та Саудівською Аравією призвели до падіння цін на нафту, краху туристичної галузі, готельної індустрії та енергетики; та призвели до спаду споживчої активності в порівнянні з попереднім десятиліттям. Світова енергетична криза 2021—2022 років була спричинена глобальним різким зростанням попиту, коли світ вийшов із ранньої рецесії, спричиненої пандемією, зокрема через високий попит на енергію в Азії. Ситуація ще більше погіршилася реакцією на загострення російсько-української війни, що продовжилося російським вторгненням в Україну у 2022 році та борговим дефолтом Росії у 2022 році.

## Передумови

### Корпоративна боргова бульбашка
Після фінансової кризи 2007—2008 років відбулося значне зростання корпоративного боргу, який зріс з 84 % валового світового продукту у 2009 році до 92 % у 2019 році, або близько 72 трильйонів доларів. У 8 найбільших економіках світу — Китаї, США, Японії, Великій Британії, Франції, Іспанії, Італії та Німеччині — загальний корпоративний борг становив близько 51 трильйона доларів у 2019 році порівняно з 34 трильйонами доларів у 2009 році. У випадку погіршення економічного клімату компанії з високим рівнем боргу ризикують стати неспроможними сплачувати свої відсотки кредиторам або рефінансувати свій борг, що змусить їх до реструктуризації. У 2019 році Інститут міжнародних фінансів прогнозував, що під час економічного спаду, вдвічі більшого, як криза 2008 року, нефінансові компанії заборгували б 19 трильйонів доларів США без прибутків, щоб покрити процентні виплати за випущеними боргами. У 2018 році міжнародна консалтингова компанія McKinsey & Company попереджав, що найбільші ризики будуть для ринків, що розвиваються, таких як Китай, Індія та Бразилія, де 25–30 % облігацій випущено високоризиковими компаніями.

### Глобальна економічна рецесія у 2019 році
Протягом 2019 року МВФ повідомляв, що світова економіка переживає «синхронне уповільнення», яке стало найповільнішим темпом з часів світової фінансової кризи. На споживчому ринку з'явилися «тріщини», оскільки ринки по всьому світу почали страждати внаслідок різкого погіршення виробничої діяльності. Вважалося, що глобальне зростання досягло піку в 2017 році, а загальний обсяг промислового виробництва у світі почав стійко падати на початку 2018 року. МВФ назвав підвищену торговельну та геополітичну напруженість основною причиною уповільнення, вважаючи, що Брекзит і торговельна війна між Китаєм і США стала основною причиною уповільнення економіки в 2019 році, тоді як інші економісти виною уповільнення назвали проблеми з ліквідністю.
У квітні 2019 року крива дохідності США перевернулася, що викликало побоювання рецесії в 2020 році в усьому світі. Перевернута крива дохідності та побоювання торговельної війни між Китаєм і США спричинили розпродажі на світових фондових ринках у березні 2019 року, що викликало більше побоювань щодо неминучості рецесії. Зростання рівня боргу в Європейському Союзі та США завжди викликало занепокоєння економістів. Однак у 2019 році це занепокоєння посилилося під час економічного спаду, і економісти почали попереджати про «боргову бомбу», яка може статися під час наступної фінансової кризи. Борг у 2019 році був на 50 % більшим, ніж під час фінансової кризи 2007—2008 років. Низка економістів стверджували, що цей зростаючий борг є причиною дефолту низки економік і підприємств по всьому світу під час рецесії. Перші ознаки проблем, що призвели до краху, відбулися у вересні 2019 року, коли Федеральна резервна система США почала втручатися в роль інвестора для надання коштів на ринках РЕПО; за цей час ставка РЕПО овернайт підскочила вище безпрецедентних 6 %, що могло зіграти роль вирішального фактору в запуску подій, які призвели до краху.

#### Торгова війна між Китаєм і США
Торгова війна між Китаєм і США тривала з 2018 до початку 2020 року, і завдала значної шкоди світовій економіці. У 2018 році президент США Дональд Трамп почав встановлювати тарифи та інші торговельні бар'єри для Китаю з метою змусити його внести зміни в те, що США описує як «несправедливу торговельну практику». Серед цих торговельних практик та їхніх наслідків — зростаючий торговельний дефіцит, крадіжка інтелектуальної власності та швидке заволодіння американськими технологіями Китаєм.
У Сполучених Штатах торговельна війна призвела до боротьби за свої права фермерів і виробників, і підвищення цін для споживачів, що призвело до того, що виробничі галузі промисловості США увійшли в «м'яку рецесію» протягом 2019 року. В інших країнах вона також завдала економічної шкоди, зокрема це спричинило бурхливі протести в Чилі та Еквадорі внаслідок стрибків цін на транспорт та енергію, хоча деякі країни виграли від збільшення виробництва, яке заповнило прогалини внаслідок скорочення експорту з Китаю і США. Це також призвело до нестабільності фондового ринку. Уряди кількох країн, у тому числі й Китаю та Сполучених Штатів, вжили заходів для усунення певної шкоди, спричиненої погіршенням відносин між Китаєм і Сполученими Штатами та тарифами «око за око». Існує думка, що під час рецесії спад попиту та промислового виробництва внаслідок торгової війни погіршив економічну кризу.

#### Брекзит
В Європі економіка зазнала перешкод через невизначеність навколо виходу Великої Британії з Європейського Союзу, більш відомого як Брекзит. Економічне зростання в Британії та ЄС стагнувало протягом 2019 року перед Брекзитом, головним чином через невизначеність у Великій Британії, спричинену політичними діячами та рухами, які прагнули виступити проти виходу з ЄС, скасувати або іншим чином перешкодити вступу в силу результатів референдуму 2016 року щодо виходу Британії з ЄС, що призвело до затримок і подовжень різноманітних процедур. Сполучене Королівство пережило «майже рецесію» у 2019 році, що послабило британську економіку на початку 2020 року. Багато компаній покинули Велику Британію, щоб переїхати до ЄС, що призвело до втрат у торгівлі та економічного спаду для як членів ЄС, так і Великої Британії.

### Супутні обтяжуючі події

#### Криза ліквідності Evergrande у 2021 році
У серпні 2021 року повідомлено, що другий за величиною забудовник Китаю «Evergrande Group» має заборгованість на 300 мільярдів доларів. Оскільки компанія пропустила кілька термінів оплати у вересні 2021 року, склалося враження, що компанія зазнає краху без втручання уряду, оскільки акції компанії тоді впали на 85 %. Оскільки Китай є другою за величиною економікою у світі, а нерухомість становить значну частину ВВП країни, то це загрожувало ще більшою дестабілізацією рецесії внаслідок COVID-19, особливо враховуючи, що Китай на той час знаходився на глибині бульбашки нерухомості, що перевищила бульбашку нерухомості Сполучених Штатів Америки, яка призвела до попередньої глобальної рецесії.

#### Світова енергетична криза 2021—2022 років і санкції проти Росії
Глобальний дефіцит енергії у 2021—2022 роках є останнім у серії циклічних дефіцитів енергії, які спостерігалися за останні 50 років. Нарощування кількості російських військ біля кордонів України та наступне вторгнення також поставили під загрозу постачання енергоносіїв з Росії до Європи, водночас збільшуючи вартість нафти, що змушує європейські країни диверсифікувати джерела імпорту енергії. Економічні наслідки глобальної енергетичної кризи 2021—2022 років і російського вторгнення в Україну в 2022 році вплинули на ціни на нафту в усьому світі, особливо безпрецедентні заходи, вжиті щодо відключення Росії від системи SWIFT, і запровадження комплексних санкцій проти Росії. Перед офіційним повідомленням щодо заборони на імпорт 8 березня 2022 року з'явились повідомлення про запропоновані США та ЄС заборони на імпорт російської нафти та газу. Це було на додаток до вже існуючих дій, вжитих американськими компаніями щодо кількох російських організацій, пов'язаних із російським урядом, причому торговий статус Росії також ставився під сумнів з міркувань безпеки. До введення заборони вартість російського рубля рекордно впала, незважаючи на те, що ціна на нафту досягла максимуму за 14 років. Повідомлялося, що переговори про запровадження міжнародного енергетичного ембарго вплинули на російський нафтовий ринок через попередні побоювання інвесторів, і до 10 березня з'явилися повідомлення про те, що агентство Fitch знизило борговий рейтинг Росії з «B» до «C», що вказує на те, що потенційний дефолт Росії був неминучим. Зрештою, після 27 червня 2022 настав дефолт російського боргу.

## Причини
Пандемія COVID-19 є найбільш руйнівною пандемією з часів іспанського грипу в 1918 році. Коли наприкінці 2019 року розпочалась пандемія, а потім у 2020 році світ переживав економічну стагнацію та значний спад споживання. Більшість економістів вважали, що наближається рецесія, хоча й не дуже серйозна. В результаті швидкого поширення хвороби в усьому світі влада багатьох країн ініціювали запровадження локдауну, щоб стримати поширення COVID-19. Це призвело до колапсу низки галузей промисловості та продажу товарів водночас, та створило великий тиск на банки та зайнятість населення. Наслідком цього став крах фондового ринку, а згодом і рецесія. Унаслідок нових заходів соціального дистанціювання, запровадженим у відповідь на пандемію, карантинні заходи спричинили вплив на більшу частину світової економіки.

### Пандемія COVID-19
Пандемія COVID-19 — це триваюча пандемія коронавірусної хвороби 2019 (COVID-19), спричиненої важким вірусом SARS-CoV-2; спалах якої вперше виявлено в китайському місті Ухань у грудні 2019 року. 30 січня 2020 року спалах хвороби оголошено надзвичайною ситуацією в галузі охорони здоров'я міжнародного значення, а 11 березня 2020 року Всесвітня організація охорони здоров'я визнала епідемію коронавірусної хвороби пандемією. Пандемія призвела до серйозного глобального розладу економіки, перенесення або скасування спортивних, релігійних, політичних і культурних заходів, і дефіцит постачання практично всіх видів продукції, що посилився панічними покупками. Школи, університети та коледжі закриті в 63 країнах або по всій території країни, або місцевому рівні, що торкнулося приблизно 47 % учнівського та студентського населення світу. Уряди багатьох країн обмежили або заборонили поїздки без нагальної необхідності до та з країн і районів, уражених спалахом. Проте хвороба розпочала швидко поширюватися у багатьох частинах світу, і багато хто вже не знав, де і як він заразився.

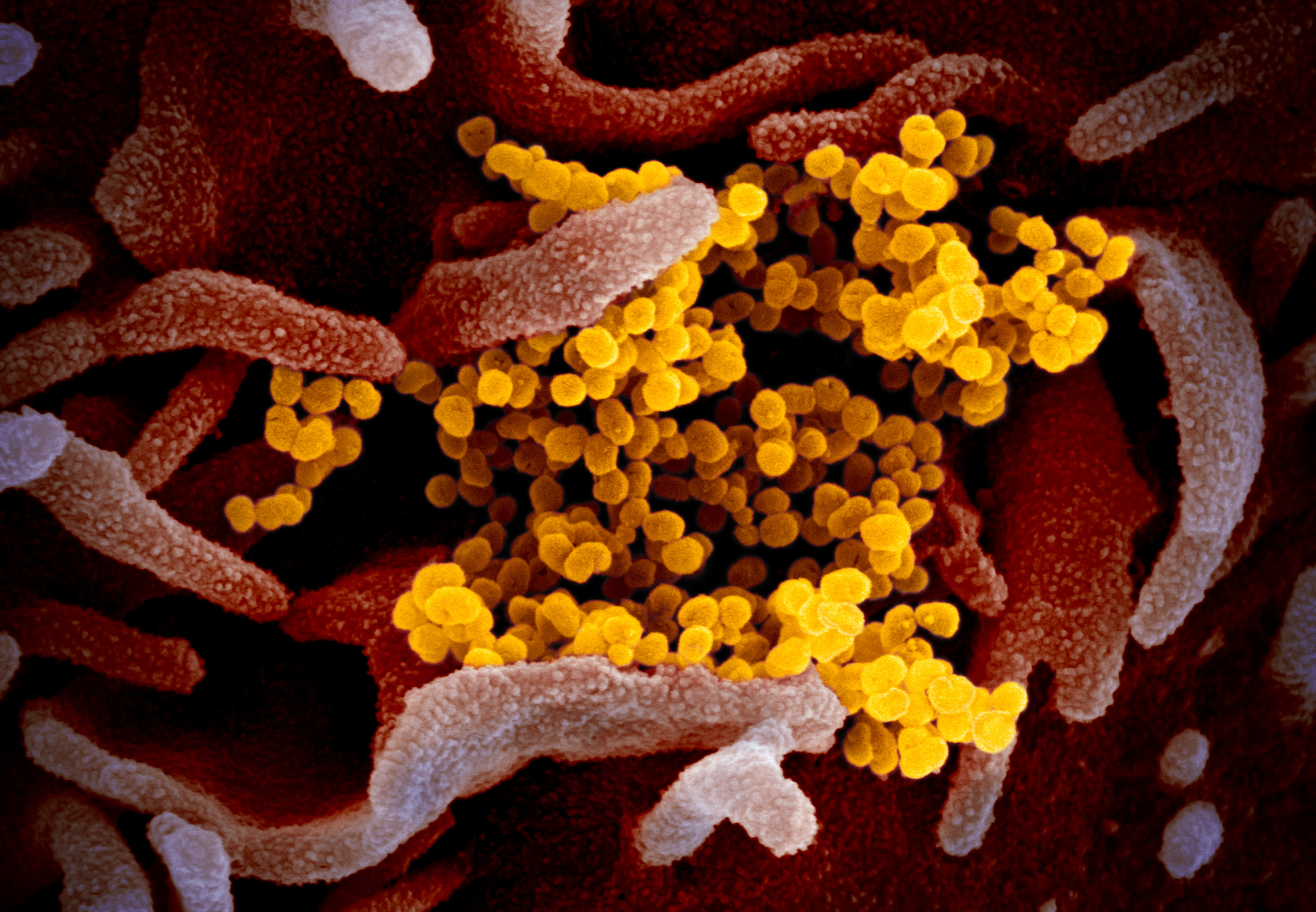
Зображення SARS-CoV-2 скануючим електронним мікроскопом (у центрі, жовтий).

Пандемія COVID-19 мала далекосяжні наслідки, окрім поширення хвороби та карантинних заходів задля стримування її поширення. Протягом того, як пандемія поширилася по всьому світу, занепокоєння перемістилися з питань виробництва на сторону постачання та скорочення діяльності в секторі послуг. Пандемія одностайно вважається основним фактором, що спричинив рецесію. Пандемія негативно вплинула майже на кожну велику галузь економіки, була однією з головних причин краху фондового ринку, та призвела до серйозних обмежень соціальних свобод і пересування.
Криза, спричинена COVID-19, вплинула на світову економічну активність, що призвело до падіння глобальної комерційної торгівлі на 7 % у 2020 році. Незважаючи на те, що зберігалися глобальні ланцюжки створення вартості, низка невідповідностей між попитом і пропозицією, спричинених пандемією, знову виникли протягом періоду відновлення, та поширювалися через торгівлю в усьому світі.
Під час першої хвилі пандемії COVID-19 підприємства втратили 25 % своїх доходів і 11 % робочої сили, причому особливо сильно постраждали сектори з інтенсивним контактом і малі та середні підприємства. Однак значна допомога від держави допомогла запобігти масштабним банкрутствам: лише 4 % підприємств оголосили про неплатоспроможність або назавжди припинили роботу під час цієї хвилі пандемії.
Допомога людям і підприємствам у вигляді схем збереження робочих місць, субсидій, податкових пільг і програм гарантування кредитів склала приблизно 9 % ВВП із значними відмінностями між країнами, що може відображати простір для політичних рішень та рівень розвитку. З огляду на значні проблеми з ліквідністю, боргові мораторії, та перегляд правил про банкрутство також захистили підприємства та людей під час пандемії COVID-19.
Унаслідок на високий рівень поширення хвороби та кількості смертей країни Західних Балкан, Східного сусідства та Центральної та Східної Європи зіткнулися з серйозною рецесією.

### Локдаун
Хоча розпорядження про перебування вдома явно впливають на багато видів діяльності, особливо на ті, які надають послуги особисто (включаючи роздрібні магазини, ресторани та готелі, розважальні заклади та музеї, медичні кабінети, салони краси та спа-центри), проте державні розпорядження не є єдиним тиском на ці заклади. У Сполучених Штатах Америки люди почали змінювати свою економічну поведінку за 10–20 днів до того, як місцева влада оголосила заборону на перебування поза домом, і до травня зміни в темпах пересування людей (згідно з даними смартфонів) не завжди відповідали місцевому законодавству. Згідно з дослідженням 2021 року, лише 7 % падіння економічної активності було пов'язано з обмеженнями діяльності, запровадженими урядом; переважна більшість падіння відбулася внаслідок того, що підприємці добровільно відмовилися від економічної діяльності.

### Нафтова війна між Росією та Саудівською Аравією
Зменшення попиту на подорожі та відсутність заводської активності внаслідок пандемії COVID-19 суттєво вплинули на попит на нафту, спричинивши падіння її ціни. Російсько-саудівська війна за ціни на нафту ще більше погіршила рецесію, оскільки вона обвалила ціни на нафту. У середині лютого 2020 року Міжнародне енергетичне агентство прогнозувало, що зростання попиту на нафту в 2020 році буде найменшим з 2011 року. Падіння попиту в Китаї призвело до зустрічі ОПЕК для обговорення потенційного скорочення виробництва задля компенсації втрати попиту. Після зустрічі у Відні 5 березня 2020 року картель уклав попередню угоду про скорочення видобутку нафти на 1,5 мільйона барелів на день, що мало призвести до найнижчого рівня видобутку з часів війни в Іраку.
Після того, як 6 березня ОПЕК і Росія не змогли домовитися про скорочення видобутку нафти, а Саудівська Аравія і Росія 7 березня оголосили про збільшення видобутку нафти, ціни на нафту впали на 25 %. 8 березня Саудівська Аравія несподівано оголосила, що збільшить видобуток сирої нафти та продаватиме її зі знижкою (6–8 доларів за барель) клієнтам в Азії, США та Європі після провалу переговорів, оскільки Росія чинила опір закликам скоротити виробництво. Найбільші знижки були націлені на російських споживачів нафти в північно-західній Європі.
До оголошення ціни на нафту впали більш ніж на 30 % з початку року, а після оголошення Саудівської Аравії впали ще на 30 %, хоча пізніше дещо піднялися. Еталонний сорт нафти «Brent», який використовувався для визначення ціни на 2/3 світових поставок сирої нафти, в ніч на 8 березня зазнав найбільшого падіння з часів війни в Перській затоці 1991 року. Водночас ціна іншого сорту нафти «West Texas Intermediate», який також використовується як еталон світових цін на нафту, впала до найнижчого рівня з лютого 2016 року.Експерт з енергетики Боб Макнеллі зазначив: «Це вперше з 1930 і 1931 років масовий негативний шок попиту збігся з шоком у пропозиції»; у цьому випадку закон про тарифи Смута-Хоулі прискорив крах міжнародної торгівлі під час Великої депресії, що збіглося з відкриттям нафтового родовища Східного Техасу під час нафтового буму в Техасі. Побоювання продовження цінової нафтової війни між Росією та Саудівською Аравією призвела до падіння американських акцій, і особливо вплинула на американських виробників сланцевої нафти.
На початку квітня 2020 року Саудівська Аравія та Росія домовилися скоротити видобуток нафти. Агентство «Reuters» повідомило, що «якщо Саудівській Аравії не вдасться стримати видобуток, сенатори США закликали Білий дім запровадити санкції проти Ер-Ріяда, вивести американські війська з королівства та запровадити імпортні тарифи на саудівську нафту». 20 квітня 2020 року ціна на нафту ненадовго знизилася.

## Фінансова криза
Обвал фондового ринку 2020 року почався 20 лютого 2020 року, хоча економічні аспекти рецесії через COVID-19 почали з'являтися наприкінці 2019 року. Внаслідок пандемії COVID-19 глобальні ринки, банки та всі компанії зіткнулися з кризами, яких не було з часів Великої депресії 1929 року.
З 24 по 28 лютого фондові ринки впали найбільше за тиждень з часів фінансової кризи 2007—2008 років., таким чином увійшовши в корекцію. Світові ринки на початку березня 2020 року стали надзвичайно нестабільними, відбувалися значні коливання. 9 березня більшість світових ринків повідомили про серйозні скорочення, головним чином у відповідь на пандемію COVID-19 і війну цін на нафту між Росією та країнами ОПЕК на чолі з Саудівською Аравією. Ці події отримали назву «Чорний понеділок I», і на той час це було найгірше падіння з часів великої рецесії 2008 року.
Через 3 дні після «Чорного понеділка I» відбулося ще одне падіння, «Чорний четвер», коли акції в Європі та Північній Америці впали більш ніж на 9 %. На Волл-стріт відбулося найбільше падіння відсотка за один день з Чорного понеділка 1987 року, а FTSE MIB італійської біржі впав майже на 17 %, ставши ринком, який найбільше постраждав під час Чорного четверга. Незважаючи на тимчасове зростання 13 березня (коли ринки показали свій найкращий день з 2008 року), усі три індекси Волл-стріт впали більш ніж на 12 %, коли ринки знову відкрилися 16 березня. Протягом цього часу один контрольний індекс фондового ринку в усіх країнах G7 та 14 країнах G20 знаходились у тенденції падіння фондових показників.

### Чорний понеділок I (9 березня)

#### Падіння
Перед відкриттям ф'ючерсний ринок промислового індексу Доу-Джонса зазнав падіння на 1300 пунктів внаслідок пандемії та падіння ціни на нафту, описаних вище, що спричинило зупинку торгів або автоматичний вимикач, через що ф'ючерсний ринок призупинив торгівлю на 15 хвилин. Це прогнозоване падіння на 1300 пунктів 9 березня було б одним із найбільших показників падіння індексу Доу-Джонса за один день. Коли ринок відкрився 9 березня, індекс Доу-Джонса різко впав на 1800 пунктів, що на 500 пунктів нижче прогнозу.
Після падіння промислового індексу Доу-Джонса на 2000 пунктів, цей факт названий «The News International» «найбільшим падінням у торгівлі за день». Падіння індексу Доу-Джонса активувало низку торговельних «вимикачів» задля приборкання панічних продажів.
Вартість акцій нафтових компаній Chevron і ExxonMobil впали приблизно на 15 %. Nasdaq Composite у США втратив понад 620 пунктів. S&P 500 впав на 7,6 %. Ціни на нафту впали на 22 %, а прибутковість 10-річних і 30-річних цінних паперів казначейства США впала нижче 0,40 % і 1,02 % відповідно. Канадський індекс S&P/TSX Composite завершив вихідний день зі зниженням більш ніж на 10 %. Бразильський індекс IBOVESPA впав на 12 %, знецінивши своє зростання за 15 місяців. Австралійський індекс ASX 200 втратив 7,3 % — це найбільше його щоденне падіння з 2008 року, хоча пізніше того ж дня він відновився. Лондонський індекс FTSE 100 втратив 7,7 %, зазнавши найгіршого падіння з часів фінансової кризи 2008 року. Акції BP і Shell Oil протягом дня впали в ціні майже на 20 %. Індекси FTSE MIB в Італії, CAC 40 у Франції, і німецький індекс DAX також знизилися, причому найбільше постраждала Італія, оскільки в країні розпочалася епідемія COVID-19. Вони впали на 11,2 %, 8,4 % і 7,9 % відповідно. Індекс STOXX Europe 600 впав більш ніж на 20 % нижче свого піку на початку року.
На низці азіатських ринків — у Японії, Сінгапурі, Філіппінах та Індонезії — акції впали більш ніж на 20 % від своїх останніх піків, увійшовши в зону значного падіння. У Японії Nikkei 225 різко впав на 5,1 %. У Сінгапурі індекс Straits Times впав на 6,03 %. У Китаї індекс CSI 300 втратив 3 %. У Гонконзі індекс Hang Seng впав на 4,2 %. У Пакистані індекс PSX зафіксував найбільше падіння за день в історії країни, втративши 2302 пункти або 6,0 %. Ринок завершився зниженням індексу KSE 100 на 3,1 %. В Індії BSE SENSEX знизився на 1942 пункти до 35635, а NIFTY 50 знизився на 538 пунктів до 10451.
The Washington Post стверджувала, що пов'язані з пандемією потрясіння можуть спровокувати крах корпоративної боргової бульбашки, спровокувавши та погіршивши рецесію. Центральний банк Росії оголосив, що призупиняє купівлю іноземної валюти на внутрішньому ринку на 30 днів, тоді як Центральний банк Бразилії продав на аукціоні додаткові 3,465 мільярда доларів на валютному ринку у двох окремих транзакціях, а Банк Мексики збільшила програму валютних аукціонів з 20 мільярдів до 30 мільярдів доларів. Після оголошення програм фіскального стимулювання на 120 мільярдів доларів 2 грудня 2019 року прем'єр-міністр Японії Сіндзо Абе оголосив про додаткові державні витрати, а міністр фінансів Індонезії Шрі Мульяні також оголосив про додаткове стимулювання економіки.

### Чорний четвер (12 березня)
«Чорним четвергом» назвали глобальний крах фондового ринку 12 березня 2020 року в рамках масштабного краху фондового ринку 2020 року. Фондові ринки США постраждали від найбільшого одноденного відсоткового падіння з часів краху фондового ринку 1987 року. Слідом за «Чорним понеділком» трьома днями раніше «Чорний четвер» пояснювався пандемією COVID-19 і відсутністю довіри інвесторів до президента США Дональда Трампа після того, як він оголосив 30-денну заборону на в'їзд до Шенгенської зони. Крім того, Європейський центральний банк під керівництвом Крістін Лагард, вирішив не знижувати процентні ставки, незважаючи на очікування ринку, що призвело до падіння ф'ючерсів S&P 500 більш ніж на 200 пунктів менш ніж за годину.
Банк Індонезії оголосив про купівлю на відкритому ринку державних облігацій на 4 трильйони рупій (або 276,53 мільйона доларів США), а губернатор Банку Індонезії Перрі Варджійо заявив, що купівля державних облігацій Банком Індонезії на відкритому ринку зросла до 130 трильйонів рупій за рік і до 110 трильйонів рупій з початку року до кінця січня. Незважаючи на відмову знизити ставку за депозитами, Європейський центральний банк збільшив купівлю активів на 120 мільярдів євро, тоді як Федеральна резервна система оголосила про купівлю на відкритому ринку на суму 1,5 трильйона доларів. Прем'єр-міністр Австралії Скотт Моррісон оголосив про виділення пакету фіскального стимулювання на 17,6 мільярда австралійських доларів. Резервний банк Індії оголосив, що проведе шестимісячний обмін валюти на 2 мільярди доларів США, тоді як Резервний банк Австралії оголосив про викуп державних облігацій на суму 8,8 мільярда австралійських доларів. Центральний банк Бразилії продав на аукціоні валютні споти на 1,78 мільярда доларів США.
Фондові ринки Азіатсько-Тихоокеанського регіону закрилися з падінням індексів (з індексом Nikkei 225 Токійської фондової біржі, індексом Hang Seng Гонконгської фондової біржі та IDX Composite Індонезійської фондової біржі, які впали більш ніж на 20 % нижче своїх 52-тижневих максимумів). Європейські фондові ринки закрилися з падінням на 11 % (з індексом FTSE 100 на Лондонській фондовій біржі, DAX на Франкфуртській фондовій біржі, CAC 40 на Euronext Paris, та FTSE MIB на Borsa Italiana закрилися більш ніж на 20 % нижче своїх останніх піків), тоді як індекс Доу-Джонса закрився додатково на позначці зі зниженням у 10 % (затьмаривши одноденний рекорд, встановлений 9 березня), NASDAQ Composite впав на 9,4 %, а S&P 500 впав на 9,5 % (причому індекси NASDAQ і S&P 500 також впали більш ніж на 20 % нижче своїх піків), і ці падіння призвели до зупинки торгів на Нью-Йоркській фондовій біржі вдруге за тиждень. Ціни на нафту впали на 8 %, тоді як прибутковість 10-річних і 30-річних казначейських цінних паперів США зросла до 0,86 % і 1,45 % (і їхня крива прибутковості завершилася нормальною).

#### Падіння
Промисловий індекс Доу-Джонса та індекс S&P 500 у США зазнали найбільшого одноденного падіння у відсотковому відношенні з моменту краху фондового ринку 1987 року, як і британський індекс FTSE 100, який впав на 10,87 %. Канадський індекс S&P/TSX Composite впав на 12 %, що стало найбільшим одноденним падінням з 1940 року. Італійський індекс FTSE MIB закрився з падінням на 16,92 %, що є найгіршим показником у його історії. Німецький індекс DAX впав на 12,24 %, а французький CAC — на 12,28 %. У Бразилії індекс Bovespa різко впав на 14,78 % після торгів. Фондову біржу Сан-Паулу було зупинено двічі протягом дня; індекс також опустився нижче позначки 70 000, перш ніж закритися вище неї. Індекс NIFTY 50 на Національній фондовій біржі Індії впав на 7,89 % до більш ніж 20 % нижче свого останнього піку, тоді як індекс BSE SENSEX на Бомбейській фондовій біржі впав на 2919 (або 8,18 %) до 32778. Еталонний індекс фондового ринку Йоганнесбурзької фондової біржі впав на 9,3 %. 12 березня вдруге після 9 березня запускалася автоматична зупинка торгів на біржі, яка була запроваджена в 2013 році, після падіння на 7 %. [166]
У Колумбії песо встановив історичний мінімум по відношенню до долара США, коли він вперше в історії торгувався більш ніж 4000 песо за долар. Мексиканський песо також встановив рекордно низький рівень по відношенню до долара США, торгуючись на рівні 22,99 песо за долар.

### Чорний понеділок II (16 березня)
У кінці попереднього тижня валютне управління Саудівської Аравії оголосило про випуск пакету кредитних ліній на 13 мільярдів доларів для малих і середніх компаній, а президент ПАР Матамела Сиріл Рамафоса повідомив про виділення пакета фіскального стимулювання. Федеральна резервна система повідомила, що знизить цільову ставку федеральних фондів до 0–0,25 %, знизить резервні вимоги до нуля та розпочне програму кількісного пом'якшення на суму 700 мільярдів доларів.
Ф'ючерси індексів Доу-Джонса впали більш ніж на 1000 пунктів, а ф'ючерси на Standard & Poor's 500 впали на 5 %, що призвело до автоматичної зупинки торгів. У понеділок, 16 березня, азіатсько-тихоокеанські та європейські фондові ринки закрилися (причому індекс S&P/ASX 200 встановив одноденний рекорд падіння на 9,7 %, обвалившись на 30 % від піку, досягнутого 20 лютого). Промисловий індекс Доу-Джонса, індекси NASDAQ Composite та S&P 500 впали на 12–13 %, причому індекс Доу-Джонса затьмарив одноденний рекорд падіння, встановлений 12 березня, а торги були знову зупинені, вже втретє (після 9 і 12 березня) з початку місяця. Ціни на нафту впали на 10 %, тоді як прибутковість 10-річних і 30-річних казначейських цінних паперів США впала до 0,76 % і 1,38 % відповідно (у той час як їх крива прибутковості залишалася нормальною протягом третьої торгової сесії поспіль).
Індекс волатильності VIX Чиказької біржі 16 березня закрився на рівні 82,69, що є найвищим показником закриття індексу за всю історію (хоча в 2008 році були вищі внутрішньоденні піки). Близько полудня 16 березня Федеральний резервний банк Нью-Йорка повідомив, що проведе зворотний викуп на 500 мільярдів доларів до полудня того ж дня. Міністр фінансів Індонезії Шрі Мульяні оголосив про додаткові податкові стимули на суму 22 трильйони рупій. Центральний банк Турецької Республіки знизив резервні вимоги з 8 % до 6 %. Банк Японії повідомив, що не буде знижувати свою банківську ставку з -0,1 %, але буде проводити більші покупки на відкритому ринку біржових фондів. Після зниження банківської ставки на 25 базисних пунктів 7 лютого 2020 року Центральний банк Росії повідомив, що залишить свою банківську ставку на рівні 6 %, тоді як Банк Кореї повідомив, що знизить свою банківську ставку овернайт на 50 базисних пунктів до 0,75 %. Центральний банк Чилі знизив свою базову ставку, а Резервний банк Нової Зеландії знизив свою офіційну готівкову ставку на 75 базисних пунктів до 0,25 %. Національний банк Чехії оголосив про зниження банківської ставки на 50 базисних пунктів до 1,75 %.

## Вплив за регіоном або країною

### Африка
У квітні 2020 року Африка на південь від Сахари на думку оглядачів була готова увійти в першу рецесію за 25 років, але цього разу на більш тривалий термін. Світовий банк прогнозував, що загальна економіка Африки на південь від Сахари скоротиться на 2,1—5,1 % протягом 2020 року. Африканські країни загалом заборгували Китаю 152 мільярди доларів за позиками, взятими у 2000—2018 роках; станом на травень 2020 року Китай розглядав можливість продовження терміну погашення, а в червні 2020 року китайський лідер Сі Цзіньпін заявив, що деякі безвідсоткові позики певним країнам будуть прощені.

#### Ботсвана
Ботсвана постраждала від різкого падіння торгівлі діамантами, зменшення туризму та інших секторів.

#### Єгипет
Економіка Єгипту постраждала від рецесії COVID-19. Туризм, у якому працює кожен десятий єгиптянин і дає близько 5 % ВВП, загалом припинився, очікувалося також, що грошові перекази від трудових мігрантів за кордоном (9 % ВВП) також впадуть. Низькі ціни на пальне та низький попит також змусили деякі судноплавні компанії уникати Суецького каналу, й натомість обирати подорож повз мис Доброї Надії, що призвело до зниження транзитних зборів для уряду.

#### Ефіопія
Доходи від експорту Ефіопії сильно залежать від її національного авіаперевізника «Ethiopian Airlines», який оголосив про припинення виконання 80 рейсів. Експорт квітів та іншої сільськогосподарської продукції різко впав.

#### Намібія
Центральний банк Намібії висловив думку, що економіка країни під час пандемії скоротиться на 6,9 %. Це буде найбільше падіння ВВП з моменту проголошення незалежності в 1990 році. Індустрія туризму та гостинності зазнала втрат у розмірі 26 мільярдів намібійських доларів, оскільки постраждало 125 тисяч робочих місць. Центральний банк країни також повідомив, що сектор видобутку алмазів скоротиться у 2020 році на 14,9 %, тоді як видобуток урану може скоротитися на 22 %.

#### Замбія
Замбія зіткнулася з серйозною борговою кризою. Майже половина національного бюджету пішла на виплату відсотків, з питанням про те, чи зможе країна здійснювати всі майбутні виплати.

### Америка

#### Аргентина
Аргентина вступила у свій 9-ий суверенний дефолт в історії через рецесію. Уряд запропонував придбати одну з найбільших агроекспортуючих компаній «Vicentín SAIC» після того, як вона заборгувала понад 1,35 мільярда доларів США.

#### Беліз
Очікувалося, що зменшення кількості туристів призведе Беліз у 2020 році до глибокої рецесії.

#### Бразилія
Уряд Бразилії прогнозував, що економіка країни переживе найбільший крах з 1900 року, валовий внутрішній продукт країни скоротиться на 4,7 %. У першому триместрі 2020 року валовий внутрішній продукт був на 1,5 % меншим, ніж ВВП першого триместру 2019 року, і знизився до рівня 2012 року. 9 квітня 2020 року принаймні 600 тисяч підприємств припинили роботу або збанкрутувала, а 9 мільйонів осіб було звільнено.
Незважаючи на пандемію, штат Сан-Паулу був єдиним штатом Бразилії, де у 2020 році спостерігалося зростання ВВП приблизно на 0,4 %.

#### Канада
Загальний рівень безробіття в Канаді зріс на 3 мільйони, а загальна кількість відпрацьованих годин у період з лютого по квітень 2020 року скоротилася на 30 %. Продажі товарів канадського виробництва в березні впали до найнижчого рівня з середини 2016 року, оскільки продажі виробників автомобілів і постачальників запчастин впали більш ніж на 30 %. У відповідь на поширення хвороби уряд Канади запровадив кілька програм, у тому числі Канадська допомога на випадок надзвичайних ситуацій, Канадська допомога студентам у надзвичайних ситуаціях, і Канадська допомога на випадок втрати заробітної плати.
До червня 2020 року рівень безробіття в Канаді становив 12,5 % проти 13,7 % у травні.

#### Мексика
Перспективи Мексики були поганими ще до пандемії COVID-19 із появою помірної рецесії у 2019 році. Плани економічного розвитку президента Андреса Мануеля Лопеса Обрадора ґрунтувалися на доходах від державної нафтової компанії «Pemex», але наступний обвал цін на нафту викликав сумніви щодо цих планів. Крім нафти, економіка країни також залежить від туризму, торгівлі з США, а також грошових переказів, які також зменшились. Усе це призвело до найгіршої рецесії в Мексиці за століття та найгіршої рецесії в Латинській Америці після Венесуели. Окрім цього прогнозу, скорочення економіки Мексики у 2020 році було меншим, ніж економіки Венесуели, Перу, Панами, Аргентини та рівним, як економіки Еквадору.

#### США
Національне бюро економічних досліджень США, яке вважається основним дослідником економічного стану країни, виявило, що рецесія в США почалася в лютому 2020 року, і закінчилася приблизно через два місяці, у квітні 2020 року, що робить її найкоротшою рецесією в записах, датованих від 1854 року.
Ще до пандемії у США були ознаки рецесії. Крива дохідності в США перевернулася в середині 2019 року, що зазвичай свідчить про майбутню рецесію.
Починаючи з березня 2020 року, велика кількість людей швидко втратили роботу. За три тижні, що закінчилися 4 квітня, у Сполучених Штатах було втрачено близько 16 мільйонів робочих місць. Заявки на допомогу з безробіття досягли рекордного рівня: 3,3 мільйона заявок було подано протягом тижня, що закінчився 21 березня. (Попередній рекорд становив 700 тисяч із 1982 року). Однак за тиждень, що закінчився 28 березня, заявки на допомогу з безробіття встановили новий рекорд у 6,7 мільйона, а до 13 травня кількість нових заяв перевищила 35 мільйонів. 8 травня Бюро статистики праці повідомило про рівень безробіття U-3 (офіційне безробіття) на рівні 14,7 %, найвищий рівень, зареєстрований з 1941 року, з безробіттям U-6 (загальна кількість безробітних плюс незначно зайняті та працівників на неповний робочий день) досягаючи 22,8 %.
У окремих штатах Бюро статистики праці повідомило, що найвищий рівень безробіття серед категорії U-3 був у квітні 2020 року в Неваді (30,1 %), Мічигані (24,0 %) і на Гаваях (23,8 %), причому на рівні, якого не було з часів Великої депресії. Далі йшов Род-Айленд у квітні (18,1 %), Массачусетс у червні (17,7 %) та Огайо у квітні (17,6 %). До грудня 2020 року рівень безробіття в трьох штатах з найвищим показником відновлювався: Невада (9,2 %), Мічиган (7,5 %) і Гаваї (9,3 %), а сім інших штатів відновилися до рівня нижче 4,0 %. Проте високий відсоток цього покращення, імовірно, був пов'язаний з роботою на неповний робочий день. Повідомлялося, що у травні 2020 року кількість робочих місць на неповний робочий день становила 40 %.
Відвідуваність ресторанів різко впала по всій країні, і великі авіакомпанії скоротили свою діяльність у великих масштабах. Велика трійка виробників автомобілів припинила виробництво. У квітні 2020 року будівництво нових будинків впало на 30 %, досягнувши найнижчого рівня за 5 років.
Приблизно 5,4 мільйона американців втратили медичну страховку з лютого по травень 2020 року після втрати роботи.
Індекс фінансової напруги ФРС Сент-Луїса різко зріс з нуля до 5,8 протягом березня 2020 року. Міністерство торгівлі США повідомило, що споживчі витрати впали на 7,5 % протягом березня 2020 року. Це було найбільше щомісячне падіння з моменту початку ведення обліку в 1959 році. Внаслідок цього валовий внутрішній продукт країни скоротився на 4,8 % протягом першого кварталу 2020 року.
27 березня 2020 року було підписано найбільший закон про стимулювання економіки в американській історії, пакет на суму 2 трильйони доларів під назвою «Закон CARES» (закон щодо про допомоги, захисту та економічної безпеки від коронавірусу).
У травні 2020 року Бюджетне управління Конгресу США повідомило, що:
- Рівень безробіття зріс з 3,5 % у лютому до 14,7 % у квітні, що означає зниження більш ніж на 25 мільйонів зайнятих людей, а також ще на 8 мільйонів осіб, які залишили робочі місця.
- Скорочення робочих місць було зосереджено на галузях, які покладаються на «особисту взаємодію», таких як роздрібна торгівля, освіта, медичні послуги, дозвілля та гостинність. Наприклад, у березні та квітні було втрачено 8 із 17 мільйонів робочих місць у сфері відпочинку та гостинності.
- Очікувалося, що економічний вплив сильніше вдарить по менших і нових підприємствах, оскільки вони зазвичай мають меншу фінансову подушку.
- Реальні (з поправкою на інфляцію) споживчі витрати впали на 17 % з лютого по квітень, оскільки соціальне дистанціювання досягло свого піку. У квітні продажі легкових і легких вантажівок були на 49 % нижчими за середньомісячні показники кінця 2019 року. Заявки на іпотеку впали на 30 % у квітні 2020 року порівняно з квітнем 2019 року.
- Прогнозувалося падіння реального ВВП майже на 38 % річних у другому кварталі, або на 11,2 % порівняно з попереднім кварталом, із поверненням до позитивного квартального зростання на 5,0 % у 3 кварталі та 2,5 % у 4 кварталі 2020 року. Однак, очікувалося, що реальний ВВП не відновить свій рівень четвертого кварталу 2019 року до 2022 року або пізніше.
- За прогнозами, рівень безробіття становитиме в середньому 11,5 % у 2020 році та 9,3 % у 2021 році.[260]

У червні 2020 року економічний аналітик Джим Крамер заявив, що реакція на рецесію через COVID-19 призвела до одного з найбільших перетоків багатства найбагатшим у сучасній історії. 30 липня 2020 року повідомлялося, що валовий внутрішній продукт США у другому кварталі впав на 33 % у річному вимірі.

### Латинська Америка
Очікувалося, що рецесія, викликана COVID-19, буде найгіршою в історії Латинської Америки. Також очікувалося, що країни Латинської Америки потраплять у «втрачене десятиліття», коли ВВП Латинської Америки повернеться до рівня 2010 року, впавши на 9,1 %. Сума, на яку очікується падіння ВВП для кожної країни, наведена нижче.
| Країна                   | Скорочення ВВП |
| ------------------------ | -------------- |
| Венесуела                | −26 %          |
| Перу                     | −13 %          |
| Бразилія                 | −10.5 %        |
| Аргентина                | −9.2 %         |
| Еквадор                  | −9 %           |
| Мексика                  | −9 %           |
| Сальвадор                | −8.6 %         |
| Нікарагуа                | −8.3 %         |
| Куба                     | −8 %           |
| Чилі                     | −7.9 %         |
| Панама                   | −6.5 %         |
| Гондурас                 | −6.1 %         |
| Колумбія                 | −5.6 %         |
| Коста-Рика               | −5.5 %         |
| Домініканська республіка | −5.3 %         |
| Болівія                  | −5.2 %         |
| Уругвай                  | −5 %           |
| Гватемала                | −4.1 %         |
| Парагвай                 | −2.3 %         |

Інші джерела можуть надавати інші цифри. У Панамі очікувалося, що COVID-19 зменшить ВВП країни на 5,8 мільярда доларів США. Зниженню економіки Чилі сприяло зниження попиту на мідь із США та Китаю через COVID-19.

### Азійсько-Тихоокеанський регіон

#### Австралія
Австралія перед рецесією страждала від надзвичайно сильного та тривалого сезону лісових пожеж, які завдали шкоди економіці та внутрішнім торговим маршрутам. Окрім того, в Австралії відбулося значне уповільнення економічного зростання, і наприкінці 2019 року економісти заявили, що Австралія «балансує на межі рецесії». Унаслідок цього та наслідків рецесії аналітики в Австралії очікували глибокої рецесії, коли щонайменше 10,0 % працездатного населення стане безробітними згідно даних Казначейства Австралії, та відбудеться зниження ВВП щонайменше на 6,7 % згідно з даними МВФ. У квітні 2020 року консультант з питань водопостачання передбачив дефіцит рису та інших основних продуктів під час пандемії, якщо не буде змінено розподіл води для фермерів.
Згідно з даними міністерства фінансів, оприлюдненими в квітні 2020 року, рівень безробіття в країні в 5,1 % мав підвищитися до 25-річного максимуму в 10,0 %. До виплати допомоги по безробіттю «JobSeeker Payment» було додано 550 австралійських доларів за два тижні внаслідок коронавірусної хвороби, з квітня по вересень доплата знизилася до 250 австралійських доларів, а потім до 150 австралійських доларів після 31 грудня. Доплати припинилися 31 березня 2021 року.
Станом на квітень 2020 року через наслідки рецесії було звільнено до мільйона осіб. Понад 280 тисяч осіб подали заявки на допомогу з безробіття в день піку звільнень.
23 липня 2020 року скарбник Австралії Джош Фріденберг представив щоквартальний звіт про бюджет, у якому зазначено, що уряд запровадив пакет економічної підтримки на 289 мільярдів доларів. У результаті бюджет на 2020—2021 роки зафіксує дефіцит у 184 мільярди доларів, що є найбільшим з часів Другої світової війни. Австралія збереже свій потрійний кредитний рейтинг. Чистий борг зросте до 677,1 мільярда доларів США на 20 червня 2021 року. Крім того, за прогнозами, реальний ВВП різко впав на 7 % у другому кварталі року, а рівень безробіття, як очікувалося, досягне піку в 9,25 % в останньому кварталі року. Однак внаслідок подальшого відновлення обмежень у штаті Вікторія, зокрема обмежень 4 етапу, рівень безробіття в країні, як очікувалося, досягне 11 %.
У серпні 2020 року рівень безробіття в країні досяг піку в 7,5 %, впавши до 5,6 % до квітня 2021 року. У грудні 2020 року повідомдено, що Австралія вийшла з рецесії після зростання ВВП на 3,3 % у третьому кварталі. Скарбник країни однак заявив, що наслідки рецесії мали тривалі наслідки, і відновлення ще далеке від завершення. Австралія має намір уникнути економічної депресії, як колись прогнозувалося на початку року, хоча ВВП, ймовірно, скоротиться порівняно з показниками 2019 року.

#### Бангладеш
Економіка Бангладеш значною мірою залежить від швейної промисловості та грошових переказів від трудових мігрантів. Швейна промисловість сильно постраждала, оскільки вона вже скорочувалася в 2019 році. Очікувалося, що сума грошових переказів впаде на 22 %.

#### Китай
Унаслідок рецесії економіка Китаю скоротилася вперше за майже 50 років. ВВП країни за перший квартал 2020 року впав на 6,8 % у річному обчисленні, на 10,0 % у порівнянні з кварталом попереднього року, а ВВП провінції Хубей впав на 39,2 % за той самий період.
У травні 2020 року голова уряду Китаю Лі Кецян оголосив, що вперше в історії центральний уряд не встановлюватиме мету економічного зростання на 2020 рік, оскільки економіка скоротилася на 6,8 % порівняно з 2019 роком, а Китай зіткнувся з «непередбачуваним» періодом історії. Проте уряд також заявив про намір створити 9 мільйонів нових робочих місць у містах до кінця 2020 року.
У жовтні 2020 року було оголошено, що ВВП Китаю в третьому кварталі зріс на 4,9 %, що не відповідало очікуванням аналітиків (встановлено на рівні 5,2 %). Однак це показало, що економіка Китаю справді стабільно оговтується від коронавірусного шоку, який спричинив найнижче зростання протягом десятиліть. Щоб сприяти економічному зростанню, країна виділила сотні мільярдів доларів на великі інфраструктурні проекти, застосувала політику відстеження чисельності населення, та ввела суворі карантинні заходи для стримування коронавірусу. За даними Міжнародного валютного фонду, це єдина велика економіка, яка, як очікується, зростатиме у 2020 році.
До грудня 2020 року економічне відновлення Китаю прискорювалося на тлі зростання попиту на промислові товари. Британський Центр економіки та бізнес-досліджень прогнозував, що «вміле управління пандемією» Китаю призведе до того, що китайська економіка перевершить США, та стане найбільшою економікою світу за номінальним ВВП у 2028 році, на 5 років раніше, ніж раніше очікувалося. У 2020 році економіка Китаю зросла на 2,3 %.
У першому кварталі 2020 року економіка Китаю впала на 6,8 % внаслідок загальнонаціонального карантину на піку спалаху COVID-19. Завдяки суворим заходам із стримування хвороби і надзвичайній корпоративній допомозі економіка стабільно відновлювалася після пандемії. У першому кварталі 2021 року економіка Китаю зросла на рекордні 18,3 % порівняно з тим же періодом минулого року.
У квітні 2022 року рівень безробіття в містах досяг історичного максимуму за 21 місяць і становив 6,1 % на тлі впливу епідемії.

#### Південна Корея
Темпи зростання валового внутрішнього продукту Південної Кореї в другому кварталі 2020 року впали на 3,3 % порівняно з попереднім кварталом. Це другий квартал поспіль з негативним зростанням після першого кварталу (−1,3 %). Це був найнижчий показник за 22 роки і 3 місяці з першого кварталу 1998 року (–6,8 %) після азійської фінансової кризи 1997 року. Основним чинником негативного зростання експерти назвали експорт, на який припадає 40 % корейської економіки, як найгірший показник за 57 років з 1963 року.
Ситуація на ринку праці також стала сильним ударом. За даними Національного статистичного управління, кількість зайнятих у червні зменшилася на понад 350 тисяч порівняно з роком раніше через шок на ринку праці, спричинений поширенням COVID-19. Рівень безробіття зріс до найвищого рівня з 1999 року, коли почали збирати статистику. Зокрема, значно скоротилася кількість економічно активної молоді, а кількість безробітних досягла 1,66 мільйона осіб, що на 120 тисяч більше, ніж роком раніше.

#### Фіджі
18 березня Резервний банк Фіджі знизив свою облікову ставку овернайт, і передбачив, що національна економіка впаде в рецесію після десятиліть економічного зростання. Пізніше 25 червня національний банк передбачив серйозне скорочення економіки Фіджі цього року через падіння споживання та інвестицій, пов'язане з поточною втратою робочих місць. Річна інфляція залишалася на негативній позначці в травні (−1,7 %) і, за прогнозами, мала досягти 1,0 % до кінця року.

#### Індія
МВФ передбачив темпи зростання економіки Індії у 2020—2021 фінансовому році на 1,9 %, а вже в наступному фінансовому році фонд прогнозував її зростання на 7,4 %. МВФ також передбачив, що Індія та Китай є єдиними двома великими економіками, які підтримуватимуть позитивні темпи зростання.. Однак пізніше прогноз виявився хибним.
24 червня 2020 року МВФ переглянув темпи зростання Індії до -4,5 %, що є історичним мінімумом. Проте МВФ заявив, що економіка Індії, як очікується, відновиться у 2021 році зі стабільними шестивідсотковими темпами зростання.
31 серпня 2020 року Національне статистичне управління Індії оприлюднило дані, які показали, що ВВП країни скоротився на 23,9 % в першому кварталі 2020–21 фінансового року. Економічне падіння відбулося після суворого карантину з метою стримування пандемії COVID-19, під час якого, за оцінками, було втрачено 140 мільйонів робочих місць. За даними Організації економічного співробітництва та розвитку, це було найгірше падіння в історії індійської економіки.

#### Ірак
Оскільки 90 % доходів Іраку припадає на нафту, то вони дуже сильно постраждали від падіння цін. Ринок праці в країні також сильно постраждав. Надмірна залежність від нафти наражає країну на макроекономічну волатильність. Станом на січень 2021 року рівень безробіття в Іраку був більш ніж на 10 процентних пунктів вищим за рівень до COVID-19 (12,7 %).

#### Японія
У Японії ВВП у четвертому кварталі 2019 року скоротився на 7,1 % порівняно з попереднім кварталом через два основні фактори. Один з них — підвищення урядом податку на споживання з 8 % до 10 %, незважаючи на спротив громадян. Інший — руйнівні наслідки тайфуну Хагібіс, найсильнішого тайфуну за останні десятиліття, який обрушився на материкову Японію. Це був найважчий тихоокеанський тайфун в історії. На японський експорт до Південної Кореї також негативно вплинула торгова суперечка між Японією та Південною Кореєю, що призвело до зниження сукупного попиту та зростання ВВП. Усе це посилило вплив пандемії на життя людей та економіку, а прем'єр-міністр країни оприлюднив виділення «великого» стимулу для економіки у розмірі 20 % ВВП.

#### Ліван
З серпня 2019 року Ліван переживав серйозну економічну кризу, яка була спричинена підвищенням офіційного обмінного курсу ліванського фунта до долара США. Ситуація ще більше погіршилася сильним вибухом у Бейруті, який завдав серйозної шкоди порту Бейрута, та погіршив торгівлю Лівану, і протестами по всій країні.

#### Малайзія
Епідемія COVID-19 у Малайзії мала значний вплив на економіку Малайзії, що призвело до девальвації малайзійського рингіта і зниження валового внутрішнього продукту країни. Пандемія також негативно вплинула на кілька ключових секторів, включаючи розваги, ринки, роздрібну торгівлю, готельний бізнес і туризм. Крім дефіциту товарів і послуг, багатьом підприємствам доводилося витримувати обмеження щодо соціального дистанціювання та карантину, що вплинуло на їх діяльність і доходи. Пандемія також привернула увагу до безпеки на робочому місці та експлуатації трудових мігрантів, які працюють у галузях промисловості Малайзії.

#### Непал
Оскільки мільйони непальців працюють за межами країни, очікується, що якнайменше сотні тисяч з них повернуться через звільнення з роботи за кордоном, що було названо «кризою, яка може придушити непальську державу».

#### Нова Зеландія
У квітні 2020 року міністерство фінансів Нової Зеландії прогнозувало, що рівень безробіття в країні може досягти 13,5 %, якщо країна залишатиметься в карантині протягом 4 тижнів, з діапазоном від 17,5 до 26 %, якщо карантин буде продовжено. До карантину рівень безробіття становив 4,2 %. Міністр фінансів Грант Робертсон пообіцяв, що уряд утримуватиме рівень безробіття нижче 10 %. У другому кварталі 2020 року безробіття впало на 0,2 процентного пункту до 4 %; однак рівень невикористання (показник вільної потужності на ринку праці) зріс до рекордних 12 %, що на 1,6 відсоткових пункти більше, ніж у попередньому кварталі, а робочий час скоротився на 10 %.
ВВП Нової Зеландії скоротився на 1,6 % в першому кварталі 2020 року. Країна офіційно увійшла в рецесію після скорочення ВВП на 12,2 % у другому кварталі 2020 року, про що повідомляло статистичне управління Нової Зеландії у вересні.

#### Філіппіни
Реальний ВВП Філіппін скоротився на 0,2 % у першому кварталі 2020 року, що стало першим скороченням з четвертого кварталу 1998 року, через рік після азійської фінансової кризи 1997 року. Економіка скотилася в технічну рецесію після того, як у другому кварталі було зафіксовано падіння на 16,5 %.
За прогнозами уряду, у 2020 році ВВП скоротиться на 5,5 %. «First Metro Investment Corp» прогнозує падіння ВВП на 8–9 % у річному обчисленні. Зменшення викликано зменшенням витрат домогосподарств, які зазвичай становлять 70 % ВВП країни, і нерішучістю щодо витрат внаслідок загального карантину через COVID-19.
У своєму щорічному звіті про економічні показники, опублікованому 28 січня 2021 року, статистичне управління Філіппін повідомило, що ВВП Філіппін у 2020 році скоротився на 9,5 %, що є найгіршим скороченням з часів Другої світової війни. Останнє скорочення за весь рік було під час азійської фінансової кризи 1997 року, коли ВВП скоротився на 0,5 %. Скорочення у 2020 році також було гіршим, ніж скорочення на 7 % у 1984 році.

#### Сінгапур
Продажі інвестицій у нерухомість у Сінгапурі впали на 37 % до 3,02 мільярда доларів у першому кварталі цього року порівняно з попередніми трьома місяцями, оскільки пандемія вплинула на настрої інвесторів, що зазначено у звіті «Cushman & Wakefield» від 13 квітня 2020 року.
28 квітня Валютно-фінансове управління Сінгапуру у своєму останньому піврічному макроекономічному огляді заявило, що цього року Сінгапур увійде в рецесію через вплив пандемії COVID-19, що призведе до втрати робочих місць і зниження зарплат, зі значною невизначеністю щодо того, наскільки тривалим та інтенсивним буде спад. Залежно від того, як розвиватиметься пандемія та ефективності політичних заходів у всьому світі, прогнозувалося, що економічне зростання Сінгапуру може навіть опуститися нижче прогнозованого діапазону від —4 до —1 %, та зафіксувати найгірше падіння за всю історію.
29 квітня міністерство трудових ресурсів повідомило, що загальна зайнятість без урахування іноземних робітників у країні скоротилася на 19900 за перші 3 місяці року, в основному через значне скорочення іноземної зайнятості. Серед громадян Сінгапуру рівень безробіття зріс з 3,3 % до 3,5 %, тоді як рівень безробіття серед постійних жителів зріс з 3,2 % до 3,3 %.
14 травня 2020 року авіакомпанія «Singapore Airlines» опублікувала свій перший річний чистий збиток за 48 років — чистий збиток у розмірі 732,4 мільйона сінгапурських доларів у четвертому кварталі, змінивши чистий прибуток у 202,6 мільйона сінгапурських доларів у відповідному кварталі минулого року.

### Європа
Європейський індекс менеджерів із закупівель, ключовий показник економічної активності, впав до рекордно низького значення в 13,5 у квітні 2020 року. Зазвичай будь-який показник нижче 50 є ознакою економічного спаду.

#### Вірменія
Економіка Вірменії різко впала на 7,6 %, знецінивши всі досягнення 2019 року.

#### Білорусь
Білоруська економіка зазнала негативного впливу через втрату російських нафтових субсидій і падіння цін на білоруські нафтопродукти.

#### Франція
Франція значно постраждала від пандемії, до середини року було запроваджено 2 місяці «суворого карантину». 8 квітня 2020 року Банк Франції оголосив, що французька економіка перебуває в рецесії, скоротившись на 6 % у першому кварталі 2020 року.
Наприкінці другого триместру 2020 року декілька компаній почали скорочення персоналу: Nokia (1233 робочих місця), Renault (4600 робочих місць), Air France (7580 робочих місць), Airbus (5000 робочих місць), Derichebourg (700 робочих місць), TUI France (583 робочих місця) і NextRadio TV (330—380 робочих місць).

#### Італія
Очікувалося, що рівень безробіття в Італії в 2020 році зросте до 11,2 %, причому 51 % опитаних побоювалися безробіття в березні.
Попередня оцінка ВВП Італії за І квартал 2020 року показала квартальне падіння на 4,7 % (−4,8 % у річному вимірі), що є набагато більш різким падінням, ніж у будь-якому кварталі під час Великої рецесії чи європейської боргової кризи.

#### Велика Британія
19 березня 2020 року Банк Англії знизив процентну ставку до історичного мінімуму в 0,1 %. З початку Великої Рецесії кошти на пом'якшення впливу економічного спаду було збільшено на 200 мільярдів фунтів стерлінгів до загальної суми 645 мільярдів фунтів стерлінгів. Через день міністр фінансів Ріші Сунак оголосив, що уряд витратить 350 мільярдів фунтів стерлінгів на підтримку економіки. 24 березня у Великій Британії офіційно заборонили роботу не життєво важливих закладів та нетермінові поїздки, щоб обмежити поширення SARS-CoV-2. У квітні Банк Англії погодився розширити державний овердрафт з 370 мільйонів фунтів стерлінгів до суми, яка не розголошується, вперше з 2008 року. Витрати домогосподарств у квітні 2020 року скоротилися на 41,2 % порівняно з квітнем 2019 року. Квітневий індекс менеджерів із закупівель склав 13,8 бала, що є найнижчим показником з початку обліку в 1996 році, що вказує на серйозний спад ділової активності.
До початку травня 23 % британських працюючих було звільнено (або тимчасово звільнено). Були запущені державні схеми допомоги звільненим працівникам і самозайнятим працівникам, чиї доходи постраждали від спалаху, фактично з виплатою 80 % їхніх регулярних доходів, залежно від відповідності вимогам. Банк оцінив, що економіка Великобританії може скоротитися на 30 % у першій половині 2020 року, а безробіття, ймовірно, зросте до 9 % у 2021 році. Економічне зростання було слабким ще до пандемії COVID-19, з 0 % зростання в четвертому кварталі 2019 року. 13 травня управління національної статистики повідомило про падіння ВВП на 2 % у першому кварталі 2020 року, включаючи рекордне на той час місячне падіння на 5,8 % у березні. Канцлер скарбниці попередив, що велика ймовірність того, що Велика Британія переживає значну рецесію.
Банк HSBC, який базується в Лондоні, повідомив про 4,3 мільярда доларів прибутку до оподаткування протягом першої половини 2020 року; це лише одна третина прибутку, отриманого в першій половині попереднього року.
12 серпня було оголошено, що Велика Британія увійшла в рецесію вперше за 11 років.
Під час пандемії експорт багатьох харчових продуктів і напоїв із Великої Британії значно скоротився, частково через те, що індустрія гостинності в усьому світі пережила серйозний спад. Згідно з повідомленнями новин у лютому 2021 року, лише сектор шотландського віскі втратив продажі на 1,1 мільярда фунтів стерлінгів.
Туризм у Великій Британії (як внутрішній, так і закордонний) суттєво скоротився через обмеження на подорожі та карантини. Протягом більшої частини 2020 року та до 2021 року поїздки у відпустку були заборонені, а в'їзд до Великої Британії був дуже суворо обмежений. Зоокрема, ділові поїздки скоротилися майже на 90 % порівняно з попередніми роками. Це не тільки вплинуло на доходи від туризму, але й призвело до втрати багатьох робочих місць.

### Близький Схід
На Близькому Сході економічна ситуація в Об'єднаних Арабських Еміратах і Саудівській Аравії погіршилася більше, ніж в інших країнах регіону. Покладаючись на туризм, Дубай був одним із перших, хто відновив туристичні поїздки. Однак до січня 2021 року в ОАЕ спостерігався значний сплеск випадків хвороби, а кілька країн світу також почали звинувачувати владу еміратів у поширенні вірусу за кордоном.
З іншого боку, економіка найбільшого у світі експортера нафти Саудівської Аравії зіткнулася з глибокою рецесією через пандемію COVID- 19. У другому кварталі 2020 року економіка Саудівської Аравії скоротилася на 7 %, вдаривши як по нафтовому, так і ненафтовому секторах. Крім того, безробіття протягом кварталу також досягло рекордного рівня в 15,4 %. За третій квартал країна не оприлюднила звіт про ринок праці для оцінки рівня безробіття. У січні 2021 року повідомлялося, що Саудівська Аравія повинна була опублікувати дані про безробіття серед громадян у грудні 2020 року. Однак це чотири рази відкладалося, перш ніж офіційні особи назавжди видалили дату публікації з веб-сайту саудівського органу статистики.

## Вплив за секторами
Низка галузей сфери послуг особливо сильно постраждали від рецесії внаслідок пандемії COVID-19.

### Автомобільна промисловість
Продажі нових автомобілів у США впали на 40 %. Велика американська трійка автовиробників закрила свої заводи в США. Автомобільна промисловість Німеччини постраждала ще раз після того, як вже постраждала від скандалу з викидами концерну «Volkswagen», а також від конкуренції з боку електромобілів.

### Енергетика
Потрясіння попиту на нафту було настільки сильним, що ціна ф'ючерсних контрактів на американську нафту стала негативною (до -37,63 доларів США за барель на West Texas Intermediate), оскільки трейдери почали платити за те, щоб покупці взяли продукт до того, як ємність сховищ закінчилася. Це сталося незважаючи на попередню угоду ОПЕК+, яка скоротила світовий видобуток на 10 %, і поклала кінець війні цін на нафту між Росією та Саудівською Аравією 2020 року.

### Туризм
За оцінками експертів, світова індустрія туризму могла скоротитися на 50 % через пандемію.

### Ресторанна індустрія
Пандемія COVID-19 суттєво вплинула на ресторанний бізнес. На початку березня 2020 року деякі великі міста США оголосили про те, що бари та ресторани будуть закриті для відвідувачів на сидячі місця, та обмежаться замовленнями на винос і доставкою їжі. Частина працівників були звільнені, і відносно більше працівників не отримували лікарняних порівняно з аналогічними галузями.

### Роздрібна торгівля
Торгові центри та інші роздрібні торговці по всьому світу скоротили робочий день або повністю закрилися. Очікувалося, що багато хто не повернеться до роботи, тим самим прискоривши наслідки роздрібного апокаліпсису. Особливо постраждали універмаги та магазини одягу.

### Транспорт

#### Авіація
Пандемія справила значний вплив на авіаційну галузь через пов'язані з цим обмеження на поїздки, а також через падіння попиту серед подорожуючих. Значне скорочення кількості пасажирів призвело до того, що літаки між аеропортами літали порожніми, а авіарейси було скасовано.
Наступні авіакомпанії збанкрутували або потрапили під адміністрацію:
- Compass Airlines
- Flybe
- Trans States Airlines[372]
- Virgin Australia[373]
- Air Mauritius[374]
- Alitalia[375]
- Avianca
- LATAM
- South African Airways
- Montenegro Airlines

#### Круїзні лайнери
Круїзна індустрія також сильно постраждала від падіння попиту: ціни на акції основних круїзних ліній впали на 70–80 %.

### Вплив на економіку США за професією та демографічними показниками
Різниця між професіями спричинила різницю в економічних ефектах пандемії між групами людей. Певні роботи були менш придатними для віддаленої роботи, наприклад, тому що вони передбачають тісну роботу з людьми або з певними матеріалами. Жінки, як правило, страждали більше, ніж чоловіки. Зайнятість іммігрантів у США скоротилася більше, ніж для місцевих жителів, частково через тип роботи, яку займали іммігранти. Нерівність в економічному впливі на працівників подібних професій виникала, коли повністю звільнені працівники отримували як державну допомогу з безробіття, так і до 600 доларів на тиждень федеральної допомоги під час пандемії — що разом могло дорівнювати або перевищувати дохід до звільнення — тоді як іммігранти на цій же роботі при скороченні або переведенні на неповну оплату із труднощами щодо працевлаштування, не мали права ні на компенсацію по безробіттю, ні на супутні виплати під час пандемії.

## Вплив протестів у США

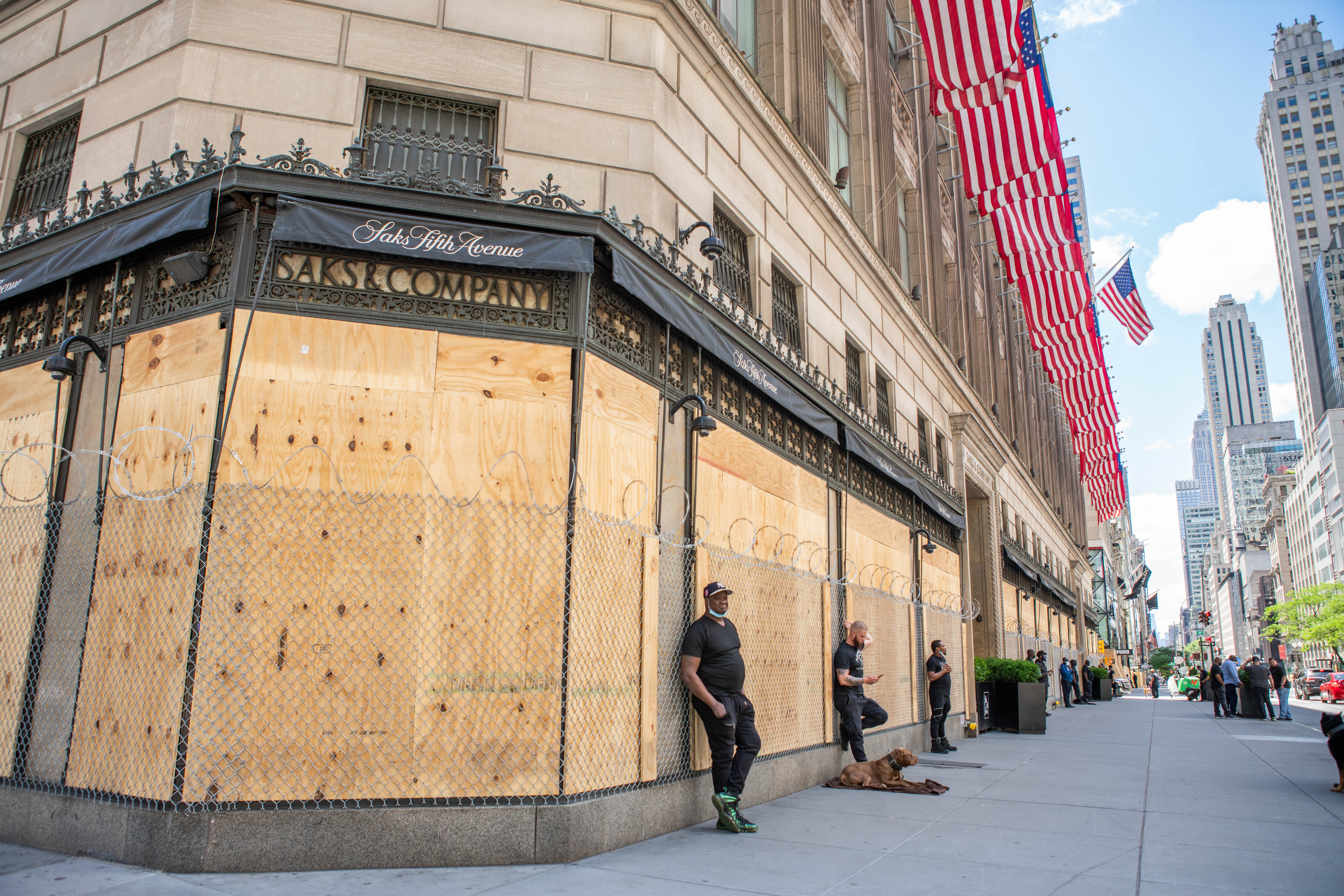
Забиті дошками вітрини магазину мережі «Saks Fifth Avenue» в Нью-Йорку під час протестів через убивство Джорджа Флойда

Економічні наслідки протестів у США посилили рецесію через COVID-19, різко знизивши довіру споживачів, що коштувало приблизно 50 мільйонів доларів. Однак через локдаун, запроваджений для уповільнення поширення хвороби до моменту перших протестів, безробіття раптово зросло менш ніж за місяць, залишивши понад 21 мільйон осіб без роботи лише в США (з 3+ % до 14+ %). Ряд малих підприємств, які вже постраждали від економічних наслідків пандемії COVID-19, постраждали тоді від вандалізму, руйнування майна та пограбування. Комендантська година, запроваджена місцевою владою — у відповідь як на пандемію, так і на протести — також «обмежила доступ до центру міста [районів]» працівникам життєво необхідних галузей, що призвело до зниження економічного виробництва.
Фондовий ринок США не вплинув або по деяких позиціях зріс протягом тижня після протестів 26 травня. Перші 2 тижні протесту збіглися зі зростанням фондового ринку на 38 %. На думку канадських економістів з банку «RBC Capital Markets», відродження COVID-19 (чому сприяли масові протести) може посилити крах фондового ринку 2020 року. Протести порушили національні ланцюжки поставок через невизначеність щодо громадської безпеки, відродження COVID-19 і довіру споживачів. Кілька компаній зі списку Fortune 500, які мають великі дистриб'юторські мережі, скоротили поставки та закрили магазини в зонах, які значно постраждали від пандемії. Масові демонстрації, як мирні, так і насильницькі, пов'язують із зниженням довіри споживачів і попиту через ризики для здоров'я, пов'язані з масовими зібраннями під час COVID-19.
Масштабна майнова шкода, спричинена протестами, призвела до збільшення страхових претензій, банкрутств і стримування економічної активності малих підприємств і урядів штатів. Страхові вимоги, пов'язані з майновою шкодою, заподіяною під час заворушень, оцінювалися ще тривалий час, але вважалися значними, і можливо, рекордними.
Протести також вплинули на державне фінансування та забезпечення, зокрема на загальнодержавному рівні. Епідемія COVID-19 призвела до скорочення значної частини центрального бюджету і бюджетів штатів, які згодом мали проблеми з фінансуванням оплати понаднормової роботи поліції, витрат на безпеку та ремонту інфраструктури, пов'язаної з демонстраціями. З червня уряди штатів оголосили про скорочення бюджету поліцейських департаментів, а також про збільшення фінансування інших заходів громадської безпеки.

## Втрата продовольчої безпеки
На відміну від Великої Рецесії, очікувалося, що рецесія внаслідок COVID-19 також торкнеться більшості країн, що розвиваються. 21 квітня Всесвітня продовольча програма ООН попередила, що внаслідок пандемії в кількох частинах світу очікується голод «біблійних масштабів». У глобальному звіті про продовольчі кризи за 2020 рік зазначено, що 55 країн опинилися під загрозою, а Девід Біслі оцінив, що за найгіршого сценарію «близько трьох десятків» країн відчують голод. Це особливо актуальна проблема в кількох країнах, які постраждали від війни, зокрема на фоні громадянської війни в Ємені, громадянської війни в Сирії, повстання в Магрибі та конфлікту в Афганістані та відбувається на тлі нашестя сарани у Східній Африці у 2019 році. Компанії «Nestlé» і «PepsiCo», Фонд ООН і профспілки фермерів звернулися до G20 з проханням підтримати розподіл продовольства, щоб запобігти його дефіциту. Підраховано, що буде нараховуватися вдвічі більше людей, які голодуватимуть, порівняно з рівнем до пандемії.
Організація Об'єднаних Націй прогнозувала, що у 2020 році в наступних державах-членах будуть значні території з поганою продовольчою безпекою, класифіковані як «стрес» (IPC фаза 2), «криза» (IPC фаза 3), «надзвичайна ситуація» (IPC фаза 4) або «критична надзвичайна ситуація» (IPC фаза 5):
- Афганістан
- Ангола
- Буркіна-Фасо
- Кабо-Верде
- Камерун
- ЦАР
- Чад
- Кот-д'Івуар
- ДР Конго
- Сальвадор
- Есватіні
- Ефіопія
- Гамбія
- Гватемала
- Гвінея
- Гвінея-Бісау
- Гаїті
- Гондурас
- Ірак
- Кенія
- Лесото
- Ліберія
- Лівія
- Мадагаскар
- Малаві
- Малі
- Мавританія
- Мозамбік
- М'янма
- Намібія
- Нікарагуа
- Нігер
- Нігерія
- Пакистан
- Руанда
- Сенегал
- Сьєрра-Леоне
- Сомалі
- Південний Судан
- Судан
- Сирія
- Уганда
- Танзанія
- Венесуела
- Ємен
- Замбія
- Зімбабве

ООН також дало попередження щодо низки інших країн:
- Бангладеш, у районі міста Кокс-Базар
- Колумбія, внаслідок кризи біженців у Венесуелі
- Джибуті
- Еквадор, внаслідок кризи біженців у Венесуелі
- Ліван, серед біженців громадянської війни в Сирії
- Палестина
- Туреччина, серед біженців громадянської війни в Сирії
- Україна, на окупованих територіях Донецької і Луганської областей

9 липня об'єднання «Оксфам» опублікувало звіт, у якому попереджало, що до 2021 року «12 тисяч людей щодня можуть помирати від голоду, пов'язаного з COVID-19», згідно з яким ще 125 мільйонам людей загрожує голодна смерть внаслідок пандемії. Зокрема, у доповіді було наголошено на «нових епіцентрах» голоду, поряд із голодуючими районами, включаючи райони Бразилії, Індії, Ємену та Сахелю.